# Hameau de la reine

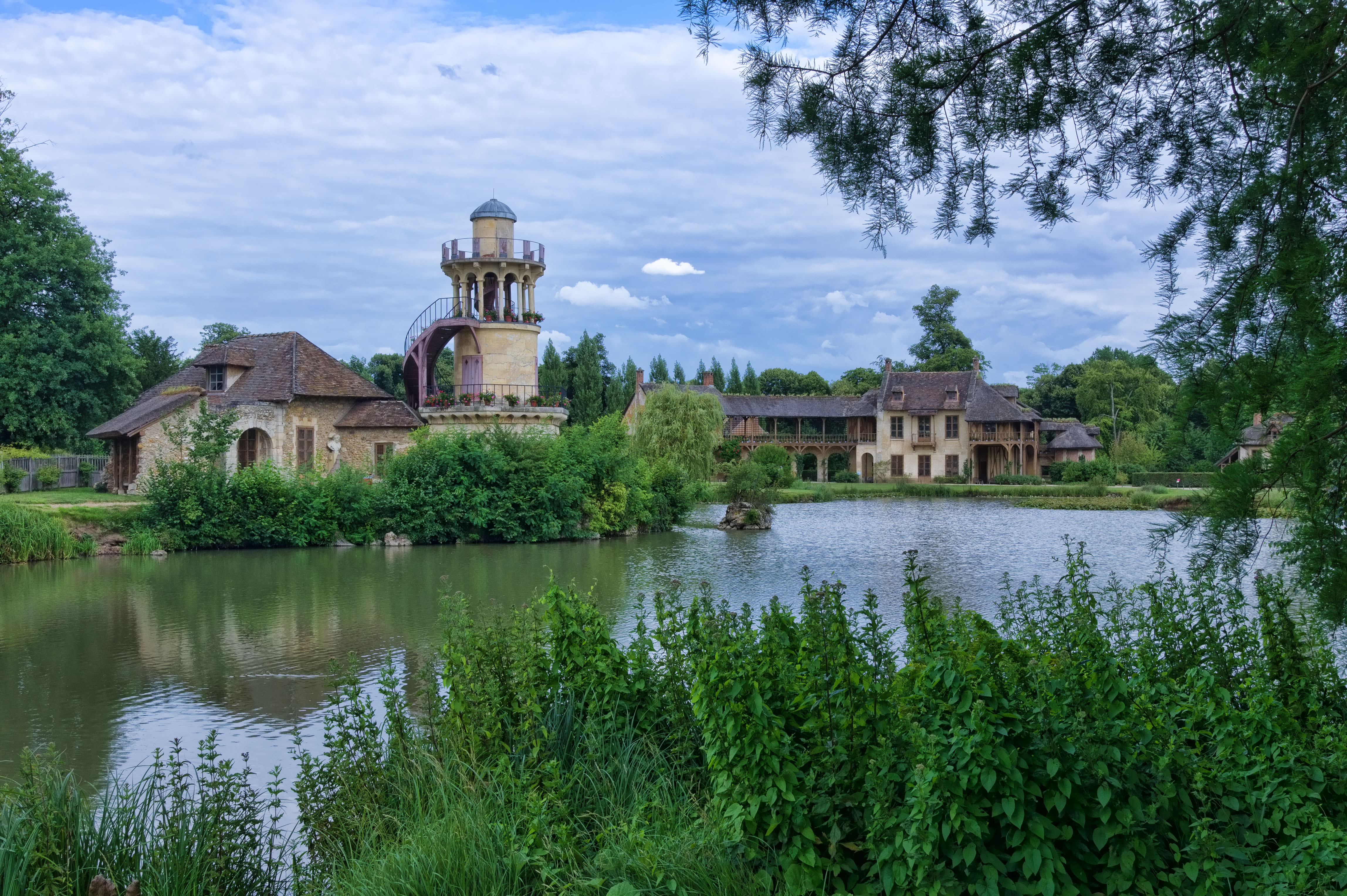
Widok na wioskę od strony pawilonu Jussieu.

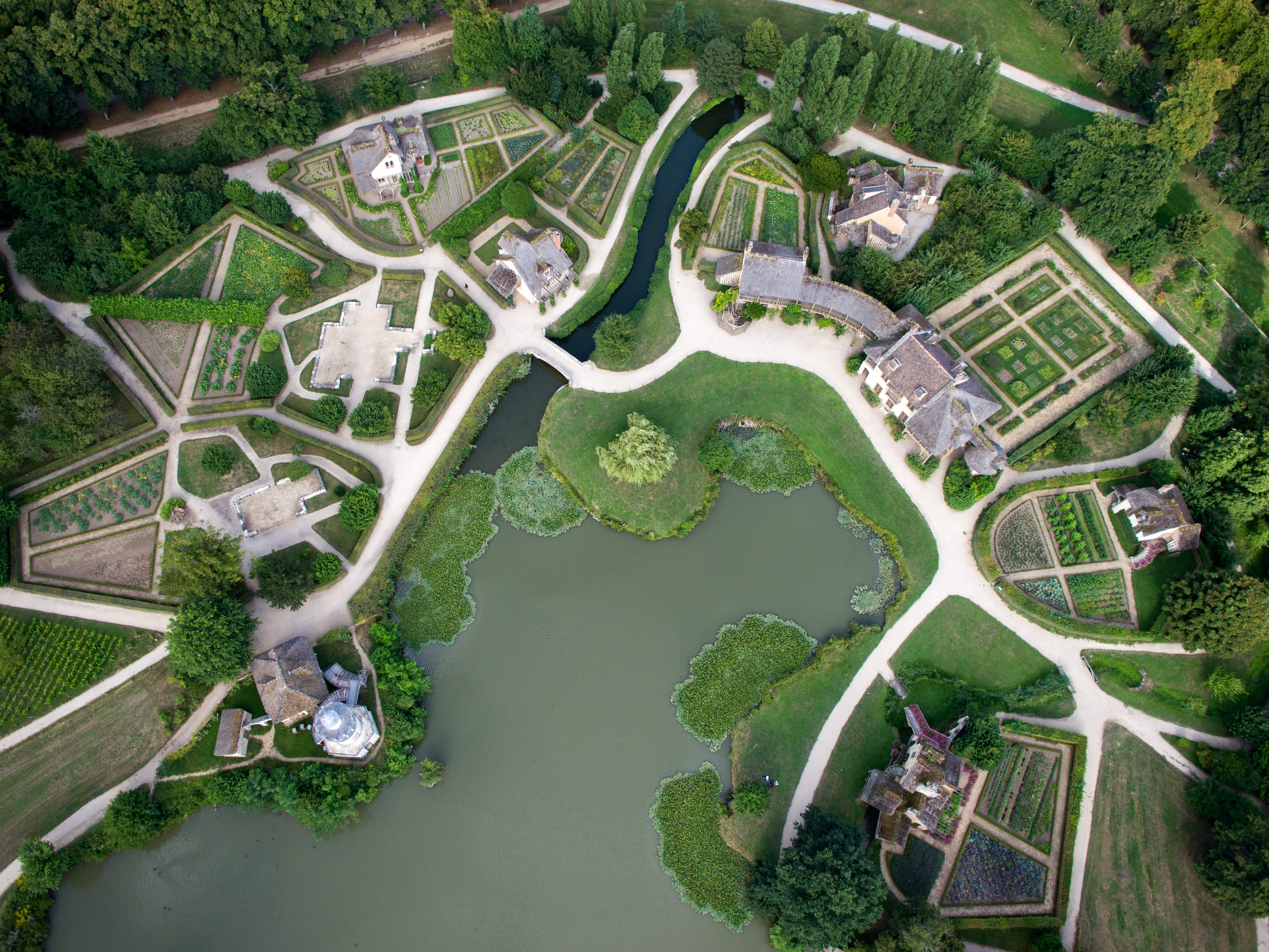
Widok na wioskę z lotu ptaka.

Mapa wioski

Wioska królowej Marii Antoniny to zabudowa będąca częścią Petit Trianon, położona w parku Pałacu Wersalskiego, w Yvelines we Francji. Budowa tej wioski wypoczynkowej została zlecona zimą 1782–1783 r. przez królową Marię Antoninę, która pragnęła uwolnić się od ograniczeń dworu wersalskiego i rozkoszować się nostalgią  rustykalnego życia, wśród widoków natury zainspirowanych pismami Rousseau, w małym raju gdzie teatr i przyjęcia pozwalały jej zapomnieć o statusie królowej. Ta wiejska okolica, będąca jednocześnie gospodarstwem rolnym, była naznaczona wpływem idei fizjokratów i filozofów oświecenia na ówczesną arystokrację. Budowę powierzono architektowi Richardowi Mique, który zainspirował się wioską Chantilly i rysunkami malarza Huberta Roberta.
Wokół sztucznego stawu do połowu karpi i szczupaków Richard Mique zlecił budowę dwunastu chat z muru pruskiego, w stylu normandzkim i flamandzkim, w północnej części ogrodu, w pobliżu Petit Trianon i na przedłużeniu ogrodu angielskiego. W ten sposób zbudowano gospodarstwo do produkcji mleka i jajek dla królowej, wieżę pełniącą funkcję latarni, gołębnik, buduar, stodołę, młyn, dom dla straży, a każdy z budynków ozdobiono ogrodem warzywnym, sadem lub ogrodem kwiatowym. Najważniejszym z nich jest „Dom Królowej" znajdujący się w centrum wioski, oddzielony rzeką z małym kamiennym mostem. 
Opuszczona po rewolucji francuskiej, wioska królowej została trzykrotnie poddana dużym pracom restauratorskim: pierwsza, kierowana przez Napoleona Bonaparte w latach 1810-1812, jest podstawą obecnej zabudowy. Druga była możliwa dzięki mecenatowi Johna Rockefellera Jr. w latach 30. XX wieku. Ostatecznie w latach 90. XX wieku przeprowadzono renowację wioski z inicjatywy Pierre'a-André Lablaude'a, głównego konserwatora zabytków (fr. Architecte en chef des monuments historiques), a w 2006 r. udostępniono ją zwiedzającym jako część obszaru nazwanego Posiadłość Marii-Antoniny.

## Historia i życie w wiosce
Na początku swego panowania Ludwik XVI podarował królowej Marii Antoninie Petit Trianon. Następnie rozpoczęto prace nad zagospodarowaniem tego małego zamku i jego ogrodu: rozpoczęte w 1774 r. prace nad ogrodem anglo-chińskim ukończono w 1782 r., gdy powstał Grand Rocher – namiastka krajobrazu szwajcarskiego przypominająca Marii Antoninie alpejskie widoki z dzieciństwa. Królowa chciała się jednak podjąć kolejnego wyzwania; w tym samym czasie książę Condé kończył budowę, w parku swojego zamku w Chantilly, wioski składającej się z siedmiu budynków krytych strzechą, inspirowanych wyglądem domów lub pracowni chłopskich. Moda na życie na wsi rozprzestrzeniała się po całej Europie; wielcy właściciele ziemscy chętnie przygotowywali czarujące niespodzianki dla swoich gości i bawili się w oborach lub młynach
. Moda ta odzwierciedlała kult prostego życia wiejskiego wyznawanego przez Rousseau i przypominała o wartościach wyznawanych przez wcześniejsze pokolenia,

Rustykalny wygląd zewnętrzny domów kontrastował z wyrafinowanym wyposażeniem, zgodnie z wytycznymi, które zastosowano również w ostatnich budowlach ogrodowych (tzw.,,folly") należących do Petit Trianon. Królowa była pełna podziwu dla chaty z muszli, której budowę zleciła księżniczka Lamballe na terenie zamku Rambouillet
, a także dla budowli „Mesdames Tantes", w zamku Bellevue. Ponieważ w Wersalu codziennie odbywały się przedstawienia, układ wioski analizowano jako scenografię teatralną przedstawiającą francuską wieś, nad którą górował salonik belwederski. Choć ostatecznie nigdy go nie zbudowano, zachowano jego ducha

Młoda królowa wzięła sobie do serca rolę pasterki, którą odgrywała w niektórych sztukach wystawianych w jej prywatnym teatrze
 i tak bardzo spodobało się jej życie przedstawiane w komedii wiejskiej, że zapragnęła mieć własną wioskę. Nowy projekt, który miał zrealizować marzenia władczyni o idealnym ogrodzie, stał się niekiedy pretekstem do pomówień, pomimo, że jego celem było właśnie uniknięcie wszelkiej ekstrawagancji Jednym z celów tego projektu była również edukacja królewskich dzieci.

### Życie w wiosce za czasów Marii Antoniny

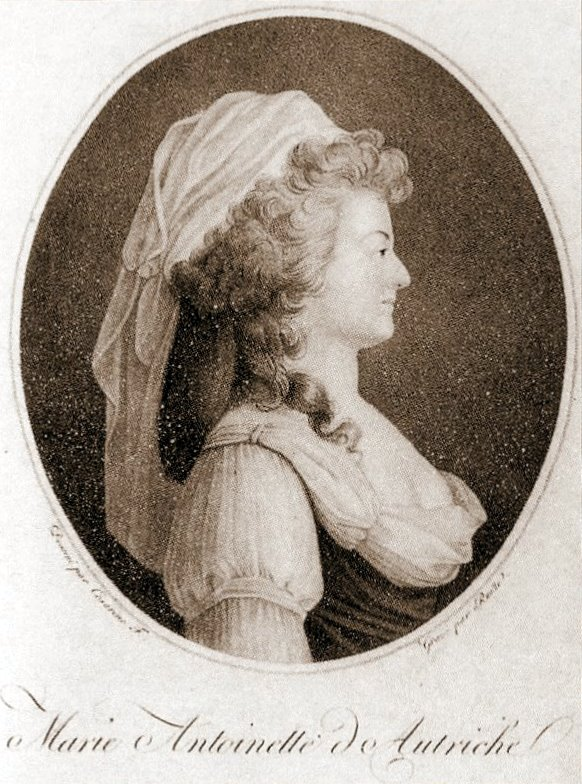
Maria-Antonina w stroju farmerki, rysunek Césarine Franck, rycina Ruotte.

Szukając schronienia w życiu chłopskim, królowa przychodziła zobaczyć, jak służący doili krowy i troskliwie pielęgnowali i myli owce,.
W towarzystwie dam dworu, ubrana w stylu wiejskim, w muślinową suknię i słomkowy kapelusz, trzymając laskę w ręku, używała porcelanowych wiader z Sèvres, specjalnie ozdobionych jej herbem przez Manufacture Royale. Miejsce to jest całkowicie ogrodzone bramami i rowami; wchodzi się do niego od strony Trianon, krytą i krętą drogą, która pozwala, zobaczyć najmniejsze domy, lub skrajem lasu Onze-Arpents i łagodnie nachyloną łąką, z małymi wodospadami, skąd rozciąga się wspaniały widok na główny dom i wioskę Saint-Antoine.
Pomimo sielankowego wyglądu wioska była prawdziwym gospodarstwem rolnym, doskonale zarządzanym przez wyznaczonego przez królową rolnika, z winnicami, polami, sadami i ogrodami warzywnymi, które dostarczały owoce i warzywa spożywane na królewskim stole. Zgodnie z instrukcjami królowej, zwierzęta hodowane na gospodarstwie pochodziły ze Szwajcarii, której rasy zwierząt uważano za najbardziej autentyczne, przez co miejsce często nazywano ,,szwajcarską wioską". 
Wstęp do wioski miały tylko osoby z najbliższego otoczenia królowej Marii Antoniny, co niewątpliwie było oznaką faworyzacji i niechybnie podsycało plotki na temat tego, co działo się w posiadłości. Wśród nich byli hrabia Vaudreuil, baron Besenval, hrabina Polignac z córką Aglaë de Guiche i bratową Dianą oraz hrabia Esterhazy. Książę Ligne nigdy nie przepuszczał okazji, by odwiedzić wioskę lub by przynajmniej być na bieżąco z nowinkami dotyczącymi tego miejsca. Królowa cieszyła się towarzystwem swojej bratowej, Madame Élisabeth i księżnej Chimay. Madame Campan, pierwsza służąca, i hrabina Ossun, dama dworu odpowiedzialna za garderobę królowej, towarzyszyły królowej przy każdej okazji. W tym miejscu nie obowiązywały konwenanse zamkowe: ,,Nie bawię się tam w królową, lecz żyję swoim życiem" powiedziała Królowa. Dzieci również korzystały z tej względnej prostoty: nawet Madame Royale, uznana przez matkę za zbyt przejętą swoją pozycją, została wysłana z innymi dziećmi z wioski, aby zbierać jajka z kurnika do ładnego koszyczka ozdobionego wstążkami.
Goście musieli być ubrani w prosty, nieformalny strój, lekką sukienkę perkalową, szalik z gazy lub słomkowy kapelusz. Grano tam w bilarda lub tryktraka, spacerowano po ogrodach wzdłuż stawu. Tańczono również gawota i tańce ludowe na trawniku przy dźwiękach małej orkiestry. Królowa, aby zapomnieć o tym, co pisano o niej w pamfletach, które czasem znajdowała na swoich meblach, lubiła śpiewać i grać na klawesynie w obecności bliskich. Król Ludwik XVI rzadko odwiedzał tę wioskę, więc była w niej większa swoboda wypowiedzi. Posiłki były lżejsze i prostsze niż te na zamku, a goście świetnie się tam bawili, podczas gdy kilka kroków dalej, w zamku pozbawionym wszelkich rozrywek dworskich, arystokracja hodowała w sobie nienawiść i zazdrość. Kolacje te kończyły się zazwyczaj wizytą w mleczarni, gdzie można było spróbować serów, czasem zmieszanych ze świeżo zerwanymi czerwonymi owocami. Przebywanie wśród ,,zwykłych ludzi" i obserwowanie ich zajęć sprawiało przyjemność, interesowano się nawet ich losem. Od czasu do czasu królowa wymykała się do swego buduaru idąc pod rękę z hrabią Fersenem. Jednak dopiero popołudniem 5 października 1789 roku, wezwana przez posłańca króla, rzuciła ostatnie spojrzenie na wioskę, której już nigdy więcej nie zobaczyła.

## Budynki

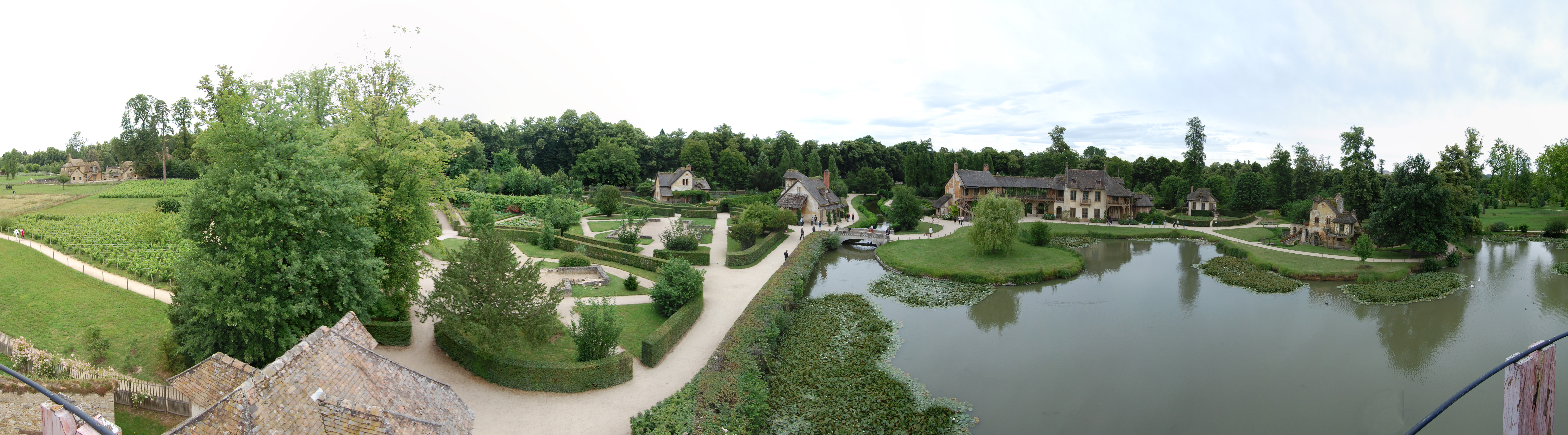
Widok na wioskę z wieży Marlborough.

Budynki o jednorodnej architekturze, których było dwanaście w momencie budowy wioski, podzielono ze względów protokolarnych związanych ze statusem królowej
na dwie grupy, wokół Le Grand Lac, i w centrum dwóch odnóg rzeki, które z niego wypływają: pięć z nich było zarezerwowanych dla królowej, pozostałe miały przeznaczenie użytkowe i rolnicze. Maria Antonina miała własny dom połączony z salą bilardową. Nieopodal znajdował się jej buduar, a młyn i mleczarnia zostały zaprojektowane z myślą o jej częstych wizytach. Pomimo, że nazywały się one ,,folly", w rzeczywistości  pozostałe siedem domów służyło celom rolniczym. Punkt widokowy, znajdujący się na południe od młyna, przy drugim brzegu zatoki, umożliwiał jednoczesne obejrzenie wszystkich zabudowań, oddalonych od siebie o maksymalnie dwadzieścia, trzydzieści metrów. Z czasów Pierwszego Cesarstwa przetrwało do dziś tylko dziesięć chat krytych strzechą.